# التعرف على الوجه بتقنية ثلاثي الأبعاد
التعرف على الوجوه ثلاثي الأبعاد (Three-dimensional face recognition) أو ما يعرف اختصارات باللغة الإنجليزية 3D face recognition هو أسلوب من أساليب التعرف على الوجه يتم فيه استخدام الهندسة ثلاثية الأبعاد لوجه الإنسان. لقد ثبت أن طرق التعرف على الوجوه ثلاثية الأبعاد يمكن أن تحقق دقة أعلى بكثير من نظيراتها ثنائية الأبعاد، مما يضاهي التعرف على بصمات الأصابع.
تتمتع تقنية التعرف على الوجوه ثلاثية الأبعاد بإمكانية تحقيق دقة أفضل من نظيرتها ثنائية الأبعاد عن طريق قياس هندسة الميزات الصلبة على الوجه. يؤدي ذلك إلى تجنب مخاطر خوارزميات التعرف على الوجوه ثنائية الأبعاد مثل التغيير في الإضاءة وتعبيرات الوجه المختلفة والمكياج واتجاه الرأس. هناك طريقة أخرى تتمثل في استخدام النموذج ثلاثي الأبعاد لتحسين دقة التعرف على الصور التقليدية عن طريق تحويل الرأس إلى عرض معروف. بالإضافة إلى ذلك، تحصل معظم الماسحات الضوئية ثلاثية الأبعاد على شبكة ثلاثية الأبعاد والنسيج المقابل. يسمح ذلك بدمج ناتج المطابقات ثلاثية الأبعاد الخالصة مع خوارزميات التعرف على الوجوه ثنائية الأبعاد التقليدية، مما يؤدي إلى الحصول على أداء أفضل (كما هو موضح في FRVT 2006).
يتمثل الحدود التكنولوجية الرئيسية لأساليب التعرف على الوجوه ثلاثية الأبعاد في الحصول على صورة ثلاثية الأبعاد، والتي تتطلب عادةً كاميرا ذات نطاق. بدلاً من ذلك، يمكن استخدام صور متعددة من زوايا مختلفة من كاميرا شائعة (مثل كاميرا الويب ) لإنشاء نموذج ثلاثي الأبعاد مع معالجة رقمية لاحقة مهمة. (انظر الحصول على البيانات ثلاثية الأبعاد وإعادة بناء الكائن.)  وهذا أيضًا سبب لظهور طرق التعرف على الوجوه ثلاثية الأبعاد بشكل ملحوظ (في أواخر الثمانينيات) عن الطرق الصور ثنائية الأبعاد.
مؤخرا  نفذت الحلول التجارية إدراك العمق من خلال إسقاط شبكة على الوجه ودمج التقاط الفيديو لها في نموذج ثلاثي الأبعاد عالي الدقة. يتيح ذلك دقة التعرف الجيدة مع المكونات منخفضة التكلفة الجاهزة.
لا يزال التعرف على الوجوه ثلاثية الأبعاد مجالًا بحثيًا نشطًا، على الرغم من أن العديد من البائعين يقدمون حلولًا تجارية.